# Genius loci
(Christian Norberg-Schulz)
Il Genius loci è un'entità naturale e soprannaturale legata a un luogo specifico, e oggetto di culto nella religione romana. Tale associazione tra Genio e luogo fisico si originò forse dall'assimilazione del Genio con i Lari a partire dall'età augustea. 

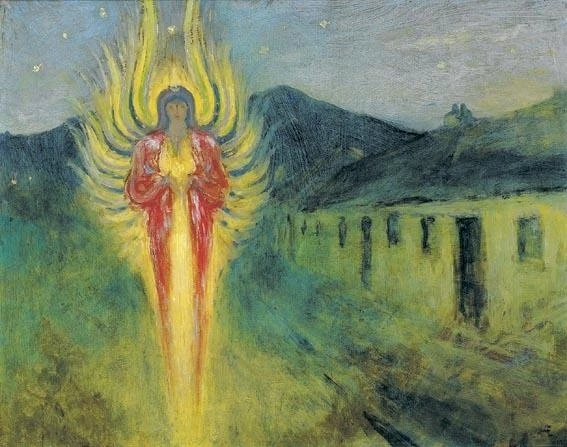
Lo spirito guardiano del villaggio, opera del teosofo irlandese George William Russell (1904)

## Attestazioni delGenius loci

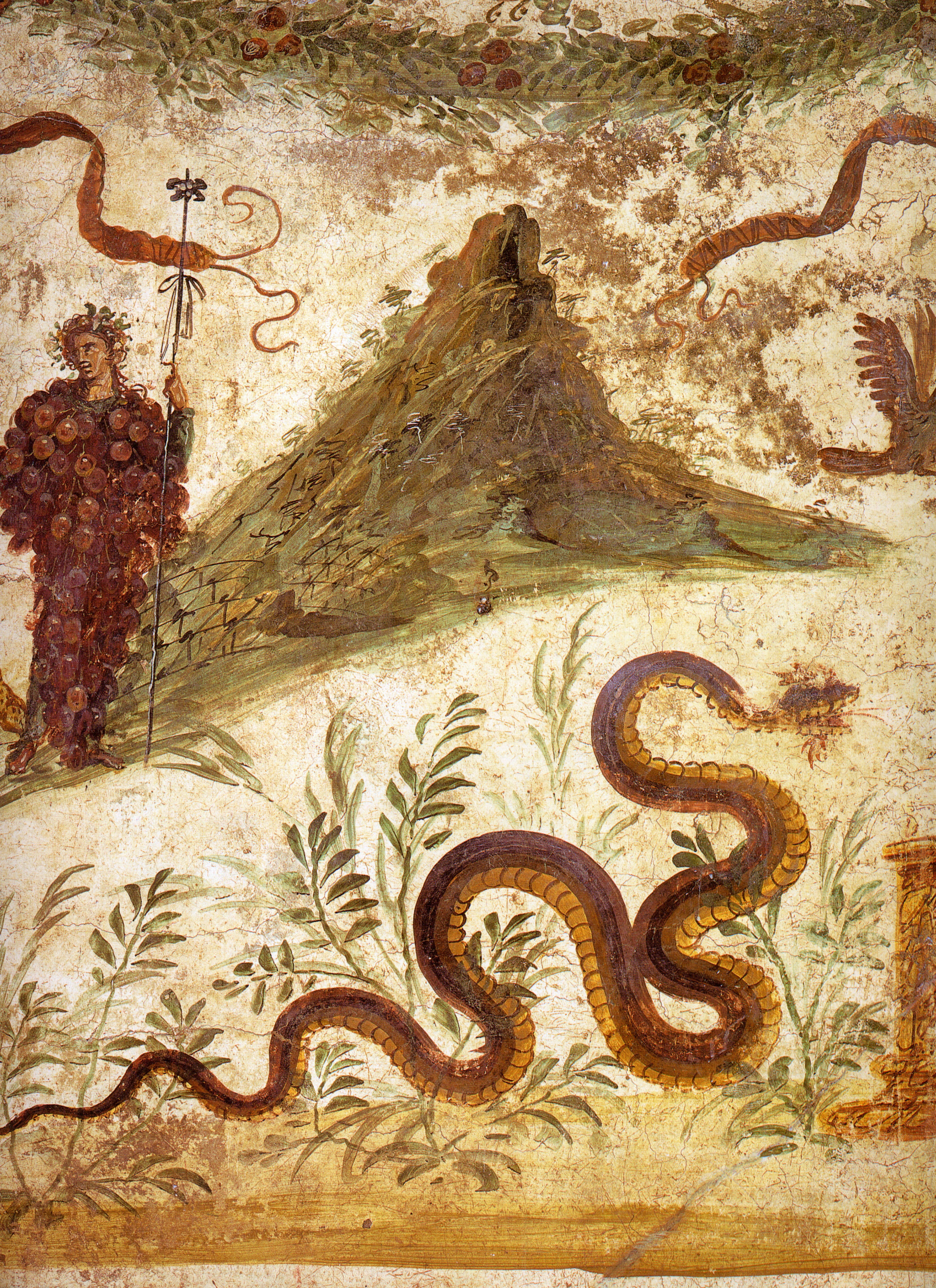
Affresco del larario nella Casa del Centenario, nell'antica Pompei, che raffigura un genius loci nelle sembianze del serpente agatodemone.

- Attestazione generica di un Genius loci (CIL, VI, 247; 30884; 30885)
- Genius horreorum (CIL, VI, 235; 236; 237; 238)
- Genius loci et stationis (CIL, VI, 36779)
- Genius venalici (CIL, VI, 399)
- Genius stationis aquarum (CIL, VI, 36781)
- Genius Caeli Montis (CIL, VI, 334)
- Genius fori vinarii (Ostia: CIL, X, 543)
- Genius curiae (CIL, VI, 5996)
- Genius decuriae (CIL, VI, 244)
- Genius familiae monetalis (CIL, VI, 239
- Genius pagi livi (CIL, V, 4909)
- Genius pagi Arusnatium (CIL, V, 3915)
- Genius colonae aquiliae (AE, 1934, 234)
- Genius coloniae Florentiae (CIL, XI, 7030)
- Genius coloniae Ostiensis (CIL, XIV, 9; G. c. Ostiensium CIL, XIV, 8)
- Genius corporis pellionum Ostiensium (CIL, XIV, 10)
- Genius corporis splendidissimi inportantium et negotiantium vinariorum (AE, 1955, 165)
- Genius municipi cultorum (AE, 1965, 193)
- Genius municipi Segusini (CIL, V, 7234; 7235)
- Genius municipi Castrimoeniensis (CIL, XIV, 2454)
- Genius municipi Praenestini (CIL, XIV, 2889)

## Concezioni moderne
In età moderna, affinità col genius loci sono rinvenibili nel concetto romantico di Volksgeist («spirito del popolo»), associabile alla nazione oppure alla terra natia, capace di infondere pensieri, temperamenti e modi di esprimersi tipici del gruppo cui si appartiene. Lo si ritrova nella teosofia e nell'esoterismo occidentale.
Nel neopaganesimo, secondo il Movimento Tradizionale Romano, il Genius loci non va confuso con il Lare perché questi è il Genio del luogo posseduto dall'uomo o che l'uomo attraversa (come i Lari Compitali e i Lari Permarini), mentre il Genius loci è il Genio del luogo abitato e frequentato dall'uomo. Inoltre quando si invoca il Genius loci bisogna precisare sive mas sive foemina ("che sia maschio o che sia femmina") perché non se ne conosce il genere.

### Trasposizione del concetto in architettura
(Christian Norberg-Schulz)
Genius loci è divenuta un'espressione adottata anche in architettura per individuare un approccio fenomenologico allo studio dell'ambiente, interazione di luogo e identità. Con la locuzione di genius loci si intende individuare l'insieme delle caratteristiche socio-culturali, architettoniche, di linguaggio, di abitudini che caratterizzano un luogo, un ambiente, una città.
Un termine quindi trasversale, che riguarda le caratteristiche proprie di un ambiente interlacciate con l'uomo e le abitudini con cui vive questo ambiente. Suole indicare il "carattere" di un luogo, legato a doppio filo alle peculiari caratteristiche che in esso si affermano, includendovi opere (siano esse materiali o immateriali) così come enti e individui cui i fruitori associano un particolare legame storico-culturale che rende unico e immediatamente riconoscibile tal luogo agli occhi del mondo.